# Rolls-Royce 20 HP
De Rolls-Royce 20 HP was een goedkopere auto van luxeautobouwer Rolls-Royce. Het model was bestemd voor welgestelden maar die buiten de upper class vielen. Hij kostte zo'n 40% minder dan grotere Rolls-Royces. Met het standaard Open Tourer-koetswerk kostte hij zo'n £1600 (€2330). Met de 20 HP en de latere 20/25 HP en 25/30 HP hield Rolls-Royce een tweemodellenbeleid aan. Deze goedkopere modellen stonden eerst naast de Silver Ghost in de catalogus, en later naast de Phantom I, -II en -III. De Silver Ghost en de Phantoms waren daarbij de topmodellen.
De 20 HP onderscheidde zich door de horizontaal geplaatste latjes van het radiatorrooster; enkel de laatste serie had verticaal geplaatste latjes. De wielbasis was met 3276,6 mm korter dan die van de andere, grotere Rolls-Royces en het verbruik was economischer. Het gewicht lag ook lager. Doch werden ze volgens dezelfde hoge standaard gebouwd als de andere modellen van het merk. Ook werden vanaf 1925 remmen op de voorwielen in plaats van enkel op de achterwielen geplaatst. Er werden 2885 stuks geproduceerd.

## Motor
De 20 HP had een 3127 cc zes-in-lijnmotor met een manuele drieversnellingsbak. In 1925 kreeg hij een vierversnellingsbak. De motor ontwikkelde 20 pk bij 3800 RPM. De topsnelheid lag op 99,8 km/u voor de vroegere exemplaren. Voor de latere was ze 112 km/u.

### Versies
- Bertelli Sports Tourer
- Cockshoot Six Light Saloon
- Open Tourer
- Park Ward Saloon
- Sports Saloon

## 20/25 HP
De Rolls-Royce 20/25 HP werd geïntroduceerd in 1929 ter vervanging van de 20 HP. Tot 1936 werden 3827 stuks gebouwd. Net als de 20 HP had de 20/25 HP een zes-in-lijnmotor. De cilinderinhoud was verhoogd tot 3669 cc. Deze motor gaf de auto 25 pk. De wielbasis van deze Rolls-Royce was 3276,6 mm. Vanaf 1930 was de wielbasis 3352,8 mm. Het gewicht lag op 1587,6 kg. De topsnelheid varieerde van ~80 tot ~120 km/u.

### Versies
- Drophead Coupe
- Gurney Nutting Sports Saloon
- Hooper Limousine
- Nutting Sedanca Coupe
- Sportsman Pillarless Coupe

## 25/30 HP
De Rolls-Royce 25/30 HP werd van 1936 tot 1938 gebouwd en had een 4257 cc 6-in-lijnmotor van 30 pk. De verhoogde cilinderinhoud ten opzichte van de 20/25 pk liet een topsnelheid van ~125 km/u toe. De wielbasis was net als bij de 20/25 HP 3352,8 mm. Zonder koetswerk woog de 25/30 HP ongeveer 1315 kg. Van dit model werden 1201 exemplaren gebouwd.

### Versies
- Hooper Sports Saloon
- Jarvis Fixedhead Coupe